# Пруды (Уренский район)
Пруды́ — деревня в Уренского района Нижегородской области. Входит в состав Обходского сельсовета.

## История
В 1961 году указом Президиума Верховного Совета РСФСР деревня Собакино переименована в Пруды.

## Население
| 2002 | 2010 |
| ---- | ---- |
| 14   | ↘9   |